# Egling
Egling település Németországban, azon belül Bajorországban. Lakosainak száma 5430 fő (2023. december 31.). Egling Dietramszell, Wolfratshausen, Geretsried, Icking, Straßlach-Dingharting és Sauerlach községekkel határos.

## Népesség
A település népessége az elmúlt években az alábbi módon változott:
| Lakosok száma | 3360 | 2501 | 5333 | 5299 | 5400 | 5456 | 5483 | 5477 | 5402 | 5430 |
|               | 1970 | 1975 | 2011 | 2012 | 2014 | 2015 | 2017 | 2019 | 2022 | 2023 |